# 2014—2015年澳洲地區熱帶氣旋季
2014－15年澳洲地區熱帶氣旋季，泛指在2014年7月至2015年6月內的任何時間在澳洲所產生的熱帶氣旋。大部份於澳洲地區的熱帶氣旋通常都會於11月至4月期間形成。
本條目的範圍僅侷限於赤道以南，東經90度-160度以內的澳洲地區水域。這範圍包括了澳大利亞、巴布亞新幾內亞、所羅門群島的西部地區、東帝汶和印度尼西亞的南部地區。在澳洲地區產生的熱帶氣旋是由澳洲、印尼和巴布亞新畿內亞命名，而美国聯合颱風警報中心會把在該地區的熱帶低氣壓的編號以S或P字母作結。
以下各熱帶氣旋資訊以熱帶氣旋存在期間的最強形態為準。

## 熱帶氣旋

### 熱帶氣旋巴貢（Bakung）
2014年12月10日，雅加達熱帶氣旋警告中心把一個位於科科斯（基林）群島東北約535公里的低壓區升格為熱帶低氣壓，並給予編號02U。
12月11日12:00UTC，雅加達熱帶氣旋警告中心直接將其升格為二級熱帶氣旋，並命名為Bakung（巴貢）。18:00UTC，聯合颱風警報中心將其升格為熱帶風暴，並給予編號03S。
12月12日06:00UTC，雅加達熱帶氣旋警告中心將其降格為一級熱帶氣旋。
12月13日06:00UTC，巴貢越過東經90度線，離開印尼海域，進入西南印度洋海域。但首報即被留尼旺氣象部降格為熱帶擾動，並為其發出最後熱帶氣旋報告。

### 強烈熱帶氣旋凱特（Kate）
2014年12月21日06:00UTC，澳洲氣象局把一個位於南緯6度，東經97度的一個低壓區升格為熱帶低氣壓，並給予編號04U。
12月23日06:00UTC，聯合颱風警報中心對其在24小時內形成為熱帶氣旋的機會給予「LOW」的評級。12:00UTC，聯合颱風警報中心對其評級提升為「MEDIUM」。21:00UTC，聯合颱風警報中心對其發佈熱帶氣旋形成警報，並對其評級提升為「HIGH」。
12月24日12:00UTC，澳洲氣象局將其升格為一級熱帶氣旋，並命名為Kate（凱特）。
12月25日00:00UTC，聯合颱風警報中心將其升格為熱帶風暴，並給予編號04S。
12月26日00:00UTC，澳洲氣象局將其升格為二級熱帶氣旋。06:00UTC，澳洲氣象局將其升格為三級強烈熱帶氣旋。12:00UTC，聯合颱風警報中心將其升格為一級熱帶氣旋。18:00UTC，聯合颱風警報中心直接將其升格為三級熱帶氣旋。
12月27日00:00UTC，澳洲氣象局將其升格為四級強烈熱帶氣旋。同日晚上，凱特進入眼牆置換，因此其強度開始減弱。18:00UTC，聯合颱風警報中心將其降格為二級熱帶氣旋。
12月28日00:00UTC，澳洲氣象局將其降格為三級強烈熱帶氣旋。18:00UTC，聯合颱風警報中心將其降格為一級熱帶氣旋。
12月29日00:00UTC，澳洲氣象局將其降格為二級熱帶氣旋。
12月30日，隨着凱特完成眼牆置換過程，強度開始重新增強。00:00UTC，澳洲氣象局直接將其升格為四級強烈熱帶氣旋。同時，聯合颱風警報中心再次直接將其升格為三級熱帶氣旋。06:00UTC，凱特越過東經90度線，離開澳洲海域，進入西南印度洋海域。

### 強烈熱帶氣旋拉姆（Lam）
2015年2月12日，一個低壓區在昆士蘭州東北面沿海生成。同日，美國海軍研究實驗室對其給予擾動編號95P。
2月13日06:00UTC，澳洲氣象局將其升格為熱帶低氣壓，並給予編號13U。
2月16日18:00UTC，澳洲氣象局將其升格為一級熱帶氣旋，並命名為Lam（拉姆）。同時，聯合颱風警報中心將其升格為熱帶風暴，並給予編號12P。
2月17日00:00UTC，澳洲氣象局將其升格為二級熱帶氣旋。
2月18日02:00UTC，澳洲氣象局將其升格為三級強烈熱帶氣旋。06:00UTC，聯合颱風警報中心將其升格為一級熱帶氣旋。10:00UTC，拉姆在澳洲北領地馬鐡巴島海岸登陸。
2月19日06:00UTC，聯合颱風警報中心將其升格為二級熱帶氣旋。10:00UTC，澳洲氣象局將其升格為四級強烈熱帶氣旋。12:00UTC，聯合颱風警報中心將其升格為三級熱帶氣旋。18:00UTC，拉姆在澳洲北領地東阿納姆地區海岸登陸。同時，聯合颱風警報中心直接將其降格為一級熱帶氣旋，並為其發出最後熱帶氣旋報告。21:00UTC，澳洲氣象局將其降格為三級強烈熱帶氣旋。
2月20日00:00UTC，澳洲氣象局將其降格為二級熱帶氣旋。04:00UTC，澳洲氣象局將其降格為一級熱帶氣旋。07:00UTC，澳洲氣象局將其降格為熱帶低氣壓，並為其發出最後熱帶氣旋報告。

### 強烈熱帶氣旋瑪西婭（Marcia）
2015年2月14日，一個低壓區在珊瑚海生成。同日，美國海軍研究實驗室對其給予擾動編號98P。
2月15日00:00UTC，澳洲氣象局將其升格為熱帶低氣壓，並給予編號14U。
2月18日00:00UTC，聯合颱風警報中心將其升格為熱帶風暴，並給予編號13P。09:00UTC，澳洲氣象局將其升格為一級熱帶氣旋，並命名為Marcia（瑪西婭）。
2月19日00:00UTC，澳洲氣象局將其升格為二級熱帶氣旋。06:00UTC，澳洲氣象局將其升格為三級強烈熱帶氣旋。同時，聯合颱風警報中心直接將其升格為二級熱帶氣旋。08:00UTC，澳洲氣象局將其升格為四級強烈熱帶氣旋。12:00UTC，聯合颱風警報中心直接將其升格為四級熱帶氣旋。18:00UTC，澳洲氣象局將其升格為五級強烈熱帶氣旋。同時，聯合颱風警報中心將其降格為三級熱帶氣旋。22:00UTC，瑪西婭在澳洲昆士蘭州紹爾水灣海岸登陸。
2月20日01:00UTC，澳洲氣象局將其降格為四級強烈熱帶氣旋。03:00UTC，澳洲氣象局將其降格為三級強烈熱帶氣旋。07:00UTC，澳洲氣象局將其降格為二級熱帶氣旋。同時，聯合颱風警報中心直接將其降格為一級熱帶氣旋，並為其發出最後熱帶氣旋報告。10:00UTC，澳洲氣象局將其降格為一級熱帶氣旋。15:00UTC，澳洲氣象局將其降格為熱帶低氣壓。
2月21日05:00UTC，其殘餘雲系從努薩附近移出昆士蘭州海岸，並轉向北移入珊瑚海。23:00UTC，澳洲氣象局為其發出最後熱帶氣旋報告。
2月22日00:00UTC，聯合颱風警報中心將其評定為亞熱帶風暴。18:00UTC，聯合颱風警報中心將其降格為亞熱帶低氣壓。
2月26日12:00UTC，其殘餘雲系逐漸消散。
其後，於澳洲氣象局所發佈的最佳路徑中，澳洲氣象局將瑪西婭的氣壓上調至930hPa。

### 強烈熱帶氣旋奧爾文（Olwyn）
2015年3月7日，一個低壓區在西澳大利亞州西北面沿海生成。同日，美國海軍研究實驗室對其給予擾動編號96P。
3月8日12:00UTC，澳洲氣象局將其升格為熱帶低氣壓，並給予編號16U。
3月11日06:00UTC，澳洲氣象局將其升格為一級熱帶氣旋，並命名為Olwyn（奧爾文）。同時，聯合颱風警報中心將其升格為熱帶風暴，並給予編號19S。15:00UTC，澳洲氣象局將其升格為二級熱帶氣旋。
3月12日06:00UTC，聯合颱風警報中心將其升格為一級熱帶氣旋。09:00UTC，澳洲氣象局將其升格為三級強烈熱帶氣旋。18:00UTC，奧爾文在澳洲西澳大利亞州西北角海岸登陸。
3月13日00:00UTC，聯合颱風警報中心將其升格為二級熱帶氣旋。10:00UTC，澳洲氣象局將其降格為二級熱帶氣旋。12:00UTC，聯合颱風警報中心將其降格為一級熱帶氣旋，並為其發出最後熱帶氣旋報告。15:00UTC，澳洲氣象局將其降格為一級熱帶氣旋。
3月14日00:00UTC，澳洲氣象局將其降格為熱帶低氣壓。09:00UTC，澳洲氣象局為其發出最後熱帶氣旋報告。

### 強烈熱帶氣旋内森（Nathan）
2015年3月7日，一個低壓區在珊瑚海生成。同日，美國海軍研究實驗室對其給予擾動編號95P。
3月9日00:00UTC，澳洲氣象局將其升格為熱帶低氣壓，並給予編號17U。
3月10日12:00UTC，澳洲氣象局將其升格為一級熱帶氣旋，並命名為Nathan（内森）。18:00UTC，聯合颱風警報中心將其升格為熱帶風暴，並給予編號18P。
3月11日00:00UTC，澳洲氣象局將其升格為二級熱帶氣旋。
3月14日03:00UTC，澳洲氣象局將其降格為一級熱帶氣旋。
3月15日18:00UTC，澳洲氣象局再次將其升格為二級熱帶氣旋。
3月17日00:00UTC，澳洲氣象局將其降格為一級熱帶氣旋。
3月18日00:00UTC，澳洲氣象局再次將其升格為二級熱帶氣旋。06:00UTC，澳洲氣象局將其升格為三級強烈熱帶氣旋。同時，聯合颱風警報中心將其升格為一級熱帶氣旋。
3月19日06:00UTC，聯合颱風警報中心將其升格為二級熱帶氣旋。15:00UTC，澳洲氣象局將其升格為四級強烈熱帶氣旋。19:00UTC，内森在澳洲昆士蘭州弗拉特里角海岸登陸。20:00UTC，澳洲氣象局將其降格為三級強烈熱帶氣旋。
3月20日04:00UTC，澳洲氣象局將其降格為二級熱帶氣旋。06:00UTC，澳洲氣象局將其降格為一級熱帶氣旋。同时，聯合颱風警報中心將其降格為一級熱帶氣旋。18:00UTC，聯合颱風警報中心將其降格為熱帶風暴。
3月21日12:00UTC，澳洲氣象局又再次將其升格為二級熱帶氣旋。
3月22日00:00UTC，内森在澳洲北領地東阿納姆地區海岸再次登陸。09:30UTC，内森在澳洲北領地埃爾科島海岸登陸。18:00UTC，聯合颱風警報中心再次將其升格為一級熱帶氣旋。
3月23日18:00UTC，澳洲氣象局將其降格為一級熱帶氣旋。同時，聯合颱風警報中心將其降格為熱帶風暴。21:00UTC，内森在澳洲北領地西阿納姆地區海岸再次登陸。
3月24日06:00UTC，聯合颱風警報中心將其降格為熱帶低氣壓，並為其發出最後的警報。12:00UTC，澳洲氣象局將其降格為熱帶低氣壓。
3月25日00:00UTC，澳洲氣象局為其發出最後熱帶氣旋報告。

### 強烈熱帶氣旋伊科娜（Ikola）
2015年4月6日18:00UTC，伊科拉越過東經90度線，離開西南印度洋海域，進入由澳洲氣象局負責的澳洲海域。當時澳洲氣象局將其定性為三級強烈熱帶氣旋，而聯合颱風警報中心當時將其定性為二級熱帶氣旋。
4月7日00:00UTC，澳洲氣象局將其升格為四級強烈熱帶氣旋。同時，聯合颱風警報中心將其升格為三級熱帶氣旋。06:00UTC，聯合颱風警報中心將其降格為二級熱帶氣旋。12:00UTC，澳洲氣象局將其降格為三級強烈熱帶氣旋。18:00UTC，澳洲氣象局將其降格為二級熱帶氣旋。同時，聯合颱風警報中心將其降格為一級熱帶氣旋。
4月8日00:00UTC，澳洲氣象局將其降格為一級熱帶氣旋。06:00UTC，澳洲氣象局將其降格為熱帶低氣壓。同時，聯合颱風警報中心將其降格為熱帶風暴，並為其發出最後的警報。15:00UTC，澳洲氣象局為其發出最後熱帶氣旋報告。

### 強烈熱帶氣旋廣（Quang）
2015年4月26日，一個低壓區在西澳大利亞州西北面沿海生成。同日，美國海軍研究實驗室對其給予擾動編號94P。
4月27日12:00UTC，澳洲氣象局將其升格為熱帶低氣壓，並給予編號21U。
4月28日18:00UTC，澳洲氣象局將其升格為一級熱帶氣旋，並命名為Quang（廣）。同時，聯合颱風警報中心將其升格為熱帶低氣壓，並給予編號24S。
4月29日06:00UTC，澳洲氣象局將其升格為二級熱帶氣旋。同時，聯合颱風警報中心將其升格為熱帶風暴。18:00UTC，澳洲氣象局將其升格為三級強烈熱帶氣旋。同時，聯合颱風警報中心直接將其升格為二級熱帶氣旋。
4月30日00:00UTC，澳洲氣象局將其升格為四級強烈熱帶氣旋。同時，聯合颱風警報中心直接將其升格為四級熱帶氣旋。12:00UTC，聯合颱風警報中心將其降格為三級熱帶氣旋。21:00UTC，澳洲氣象局將其降格為三級強烈熱帶氣旋。
5月1日00:00UTC，聯合颱風警報中心將其降格為二級熱帶氣旋。03:00UTC，澳洲氣象局將其降格為二級熱帶氣旋。06:00UTC，澳洲氣象局將其降格為一級熱帶氣旋。同時，聯合颱風警報中心將其降格為一級熱帶氣旋。10:00UTC，廣寧在澳洲西澳大利亞州塔萊亞吉海岸登陸。12:00UTC，澳洲氣象局將其降格為熱帶低氣壓，並為其發出最後熱帶氣旋報告。同時，聯合颱風警報中心將其降格為熱帶風暴，並為其發出最後的警報。

### 熱帶氣旋拉克爾（Raquel）
2015年6月30日19:00UTC，熱帶低氣壓17F越過東經160度線，離開南太平洋海域，進入由澳洲氣象局負責的澳洲海域。當時澳洲氣象局將其定性為一級熱帶氣旋，並命名為Raquel（拉克爾）及給予編號01U。而聯合颱風警報中心當時將其定性為熱帶風暴。
7月1日06:00UTC，澳洲氣象局將編號修正為24U。13:00UTC，澳洲氣象局再次將編號修正為01U。
7月2日06:00UTC，澳洲氣象局將其降格為熱帶低氣壓。09:00UTC，拉克爾再次越過東經160度線，離開澳洲海域，返回南太平洋海域。
7月4日09:00UTC，熱帶低氣壓拉克爾再次越過東經160度線，離開南太平洋海域，再次進入由澳洲氣象局負責的澳洲海域。當時澳洲氣象局將其定性為熱帶低氣壓。
7月5日21:00UTC，澳洲氣象局為其發出最後熱帶氣旋報告。

## 其他熱帶氣旋
除了被命名的熱帶氣旋外，還有一些沒被命名的熱帶低氣壓和被聯合颱風警報中心認為是熱帶風暴的熱帶氣旋。以下列出那些熱帶氣旋的資料。

### 熱帶低氣壓01U
2014年12月3日18:00UTC，熱帶擾動99S越過東經90度線，進入澳洲負責監察的區域。澳洲氣象局當時將其定性為熱帶低氣壓，並給予編號01U。
12月4日06:00UTC，澳洲氣象局為其發出最後熱帶氣旋報告。

### 熱帶低氣壓
2014年12月13日06:00UTC，澳洲氣象局把一個位於南緯11度，東經111度的低壓區升格為熱帶低氣壓。
12月15日06:00UTC，澳洲氣象局為其發出最後熱帶氣旋報告。

### 熱帶低氣壓05U
2015年1月2日12:00UTC，澳洲氣象局把一個位於西澳大利亞州金伯利溫德姆的低壓區升格為熱帶低氣壓，並給予編號05U。
1月10日00:00UTC，澳洲氣象局為其發出最後熱帶氣旋報告。

### 熱帶低氣壓06U
2015年1月8日，一個低壓區在珊瑚海生成。同日，美國海軍研究實驗室對其給予擾動編號91P。
1月9日22:00UTC，聯合颱風警報中心對其在24小時內形成為熱帶氣旋的機會給予「LOW」的評級。
1月10日06:00UTC，澳洲氣象局將其升格為熱帶低氣壓，並給予編號06U。
1月12日06:00UTC，聯合颱風警報中心取消所有評級。
1月13日06:00UTC，澳洲氣象局為其發出最後熱帶氣旋報告。

### 熱帶低氣壓07U
2015年1月10日，澳洲氣象局把一個位於南緯11度，東經159度的低壓區升格為熱帶低氣壓，並給予編號07U。
1月13日，澳洲氣象局為其發出最後熱帶氣旋報告。

### 熱帶低氣壓
2015年1月16日，澳洲氣象局把一個位於西澳大利亞州金伯利的低壓區升格為熱帶低氣壓，並發出熱帶氣旋報告。
1月20日03:00UTC，澳洲氣象局認為該熱帶低氣壓不會發展為熱帶氣旋（一級熱帶氣旋或以上），因此為其發出最後熱帶氣旋報告。
2015年2月13日，澳洲氣象局把一個位於科科斯（基林）群島西南約700公里的低壓區升格為熱帶低氣壓，並發出熱帶氣旋報告。。
2月16日，澳洲氣象局為其發出最後熱帶氣旋報告。

## 風暴名稱

### 雅加達熱帶氣旋警告中心
如果一個熱帶氣旋在南緯0-10度和東經90-125度之間形成，雅加達熱帶氣旋警告中心就會使用下列列表中的名字為它命名。 下一個使用的名字為Cempaka。
| Bakung       | Cempaka（未用） | Dahlia（未用） | Flamboyan（未用） | Kenanga（未用） |
| Lili（未用） | Mawar（未用）   | Seroja（未用） | Teratai（未用）   | Anggrek（未用） |

### 莫爾茲比港熱帶氣旋警告中心
如果一個熱帶氣旋在南緯0-約10度和東經約141-約160度之間形成，在巴布亞新幾內亞的莫爾茲比港熱帶氣旋警告中心就會為它命名。在此區形成的熱帶氣旋比較罕見，在2007年氣旋季後此區一直沒有熱帶氣旋形成。 此區的熱帶氣旋名字會在下列列表中隨機使用. 
| Alu（未用）  | Buri（未用） | Dodo（未用） | Emau（未用） | Fere（未用）  |
| Hibu（未用） | Ila（未用）  | Kama（未用） | Lobu（未用） | Maila（未用） |

### 澳大利亞國家氣象局
由2008–09年氣旋季開始，澳大利亞國家氣象局只會使用一個列表的名字為熱帶氣旋命名。但澳大利亞國家氣象局仍在珀斯、達爾文和布里斯本設熱帶氣旋警告中心。並監控在澳大利亞地區的熱帶氣旋和為在雅加達熱帶氣旋警告中心和莫爾茲比港熱帶氣旋警告中心地區形成的熱帶氣旋發出特別警告。橙色字體為下一個將會使用的名字。
| Kate         | Lam             | Marcia        | Nathan         | Olwyn          | Quang           | Raquel        |
| Stan（未用） | Tatjana（未用） | Uriah（未用） | Yvette（未用） | Alfred（未用） | Blanche（未用） | Caleb（未用） |

## 內部連結
- 2014年太平洋颱風季
- 2014年太平洋颶風季
- 2014年大西洋颶風季
- 2014年北印度洋氣旋季
- 2015年太平洋颱風季
- 2015年太平洋颶風季
- 2015年大西洋颶風季
- 2015年北印度洋氣旋季
- 2014－2015年西南印度洋熱帶氣旋季
- 2014－2015年南太平洋熱帶氣旋季

## 外部連結
- Joint Typhoon Warning Center (JTWC)（页面存档备份，存于）.
- Australian Bureau of Meteorology (TCWC's Perth, Darwin & Brisbane).
- Tropical Cyclone Warning Center Jakarta.
- World Meteorological Organization